# Pétanque

Jucători de Pétanque în Grădina Icoanei, Bucureşti, România

Pétanque [peˈtaŋkɔ] este un joc cu bile al cărui scop este de a arunca bilele de metal cât mai aproape de o țintă, o mică bilă de lemn colorată, numită și "cochonnet" (în românește "purcica"). Jocul se desfășoară în mod normal pe o suprafață plană de țărână, pământ uscat acoperit cu praf, dar poate fi jucat și pe alte suprafețe cum ar fi iarbă sau pietriș. Plajele cu nisip nu sunt recomandate pentru acest joc. În România s-a practicat un joc asemănător în perioada pre-decembristă numit "perețica". În Italia se joacă "boccia", un joc similar. Pétanque este în general asociat cu sudul Franței, cu zona Provence, de unde de altfel provine. Este sportul cel mai popular în Marsilia. Sportul este jucat, în forma sa cea mai obișnuită de aproximativ 17 milioane de oameni. Sunt peste 480.000 de jucători afiliați la Federația Franceză de Pétanque (Fédération Française de Pétanque et Jeu Provençal - FFPJP). FFPJP este a 4-a federație sportivă ca mărime din Franța. 
Începând din septembrie 2006 a luat ființă și Asociația Pétanque România[nefuncțională]
, creată cu scopul de a promova acest joc în România.

## Scurt istoric al jocului Pétanque

Jucători de Pétanque în Parcul Central, Cluj-Napoca, România

Originea jocului de bile urcă în antichitate. Grecii le utilizau în gimnaziile lor ca exercițiu de forță. Romanii însă au făcut un joc de adresă și l-au introdus în Franța când au cucerit Galia. Spre sfârșitul celui de-al XIX-lea secol, jocul a revenit la modă în Provence cu bile înțesate de cuie.
Denumirea "pétanque" s-a născut în cursul unei partide disputate în localitatea La Ciotat (80km de Marsilia). Ped tanca a devenit pétanque (picioare alăturate). O altă legendă povestește că pentru a permite unui vechi prieten să joace fără să se deplaseze, foarte bun jucător însă afectat de reumatism, un anume Ernest Pitiot a imaginat lansarea pied tanqué într-un cerc desenat la sol.
Începând cu 1930, un mecanic Jean Blanc de St. Bonnet-le-Château a avut ideea de a înlocui bilele de lemn cu bile metalice și abia în anul 1955 un fabricant de încuietori local, Fréderique Bayet și prietenul său Antoine Dupuy, au creat primele bile în oțel sub numele OBUT, acesta marcă fiind cea mai cunoscută.
Sportul Pétanque, mai întâi cantonat în regiunea de sud a Franței, va câștiga datorită exploziei turismului regiunile din Nord, apoi progresiv Europa și toate țările lumii.
Pétanque se distinge de "jocul provincial" prin lungimea de joc (între 6 și 12m pentru unul, între 15 și 21m pentru celălalt. În stilul "A la Lyonnaise", jucătorii trebuie să alerge în momentul aruncării bilei.

## Reguli de joc

Jucător de Pétanque lansând bila, Grădina Icoanei, 19 august 2006, Bucureşti, România

- Acest sport se practică ori 1 contra 1, ori în 2 echipe de 2 sau 3 jucători. Tete a tete - 1 contra 1, cu 3 bile fiecare. Dublu - 2 contra 2, cu 3 bile fiecare. Triplu - 3 contra 3, cu 2 bile fiecare. Nu pot fi mai mult de 12 bile pe teren.

- Jucătorii utilizează bile metalice care au diametrul cuprins între 70,5mm si 80mm, iar greutatea maximă nu poate fi superioară de 800 gr (650 gr min/800 gr max). Ținta (biluța) este din lemn și are diametrul cuprins între 25 și 35 mm.

- Se trage la sorți echipa care începe jocul. Oricare jucător al acestei echipe alege punctul de lansare și desenează pe sol un cerc de diametru cuprins între 35 și 50 cm. Cand joacă, picioarele jucătorului trebuie să fie înscrise în cerc până când bila sa, după aruncare, atinge solul.

- Pentru început primul jucător aruncă ținta la o distanță cuprinsă între 6 și 10 metri. Ținta trebuie să se afle la cel puțin 1 m distanță de orice obstacol (copac, zid, etc).

- Acest jucător lansează apoi prima bilă, încercând să o plaseze cât mai aproape de țintă.

- Un jucător de la a doua echipă intră apoi în cerc și lansează bila proprie încercând să o plaseze cât mai aproape de țintă astfel încât să fie mai bun decât primul (distanță mai mică pana la țintă). Bila cea mai apropiată de țintă conduce jocul.

- Acum unul din jucătorii de la echipa cu bila mai îndepărtată de țintă aruncă bila încercând să o plaseze cât mai aproape de țintă. Atât timp cât echipa nu conduce jocul (bilele fiind mai îndepărtate de țintă decât ale echipei adverse), aceasta continuă să joace în continuare până reușește să plaseze mai aproape de țintă. Apoi continuă echipa care are bilele mai îndepărtate de țintă.

- Când una dintre echipe nu mai posedă bile, jucătorii echipei adverse joacă bilele pe care le mai au încercând să le plaseze cât mai aproape posibil de țintă.

- Când cele două echipe nu mai au bile se numără punctele. Echipa câștigătoare marchează atâtea puncte câte bile se află mai aproape față de țintă, în comparație cu echipa adversă.

- Unul din jucătorii echipei care a câștigat punctul/punctele lansează apoi ținta din locul unde se găsește și jocul continuă astfel, până când una din echipe ajunge la 13 puncte

## Legături externe

Fete jucând Pétanque, Grădina Icoanei, 26 august 2006, Bucureşti, România